# (676) Melitta
(676) Melitta – planetoida z pasa głównego asteroid okrążająca Słońce w ciągu 5 lat i 133 dni w średniej odległości 3,06 j.a. Została odkryta 16 stycznia 1909 roku w Królewskim Obserwatorium Astronomicznym w Greenwich przez Philiberta Melotte. Nazwa planetoidy pochodzi od Melissy, jednej z nimf opiekujących się małym Zeusem w mitologii greckiej (ale także jest aluzją do nazwiska odkrywcy, Melotte). Przed nadaniem nazwy planetoida nosiła oznaczenie tymczasowe (676) 1909 FN.